# Leucascus compressus
Leucascus compressus är en svampdjursart som först beskrevs av Arthur Dendy och Frederick 1924.  Leucascus compressus ingår i släktet Leucascus och familjen Leucascidae. Inga underarter finns listade i Catalogue of Life.